# زهر (نبات)
 الزهر  ، (  هلول  ) نبات عشبي بري، لأوراقه رائحة عطرية قوية وطيبة، ترعاه الماشية، مذاقه مر. أزهاره ذات اللون الوردي. ينبت بكثرة في الفياض والسهول ويتكاثر بالبذور ليشكل غطاء أرضيا، وجذوره سطحية طوله 15 سم تقريبا.
من أهم النباتات الموسمية التي تستوطن صحارى شبه الجزيرة العربية و جنوب غرب إيران و الصحراء الربع الخالى، ويرى حين انتشار ه وقد كسى آلاف الكيلومترات المربعة، وهو مرعى أساسي للإبل.
نبات ربيعي ينبت في الأراضي الصلبة والسهول، والآودية، 
أوراقة صغيرة مستطيلة ويرتفع إلى قرابة 40 سم ويصل قطرة إلى 40 سم وهو من الأعشاب المصاحبة لفطر الكمأة ( الفقع).